# Catedral de la Anunciación (Boston)
La catedral de Nuestra Señora de la Anunciación también llamada Catedral Católica Melquita de la Anunciación  (en inglés: Annunciation Melkite Catholic Cathedral) es un templo católico de rito melquita y en plena comunión con el papa, ubicado en West Roxbury un barrio de Boston, Massachusetts, al norte de Estados Unidos.
Es una moderna catedral inspirada en la arquitectura bizantina. Es la iglesia principal de la eparquía de Newton (Eparchia Neotoniensis Graecorum Melkitarum), que abarca a Estados Unidos entero, el asiento de su jerarca, actualmente obispo Nicholas Samra, y la iglesia parroquial de la comunidad católica griega melquita en Boston más grande. Su estructura actual y su condición de catedral data de 1966; Antes de eso, Nuestra Señora de la Anunciación era una iglesia parroquial en el extremo sur de Boston. 
Como la presencia melquita en los Estados Unidos alcanzó los 70 años, la Santa Sede decidió erigió un exarcado apostólico el 10 de enero de 1966 para atender las necesidades de los católicos melquitas en el país.

## Referencias

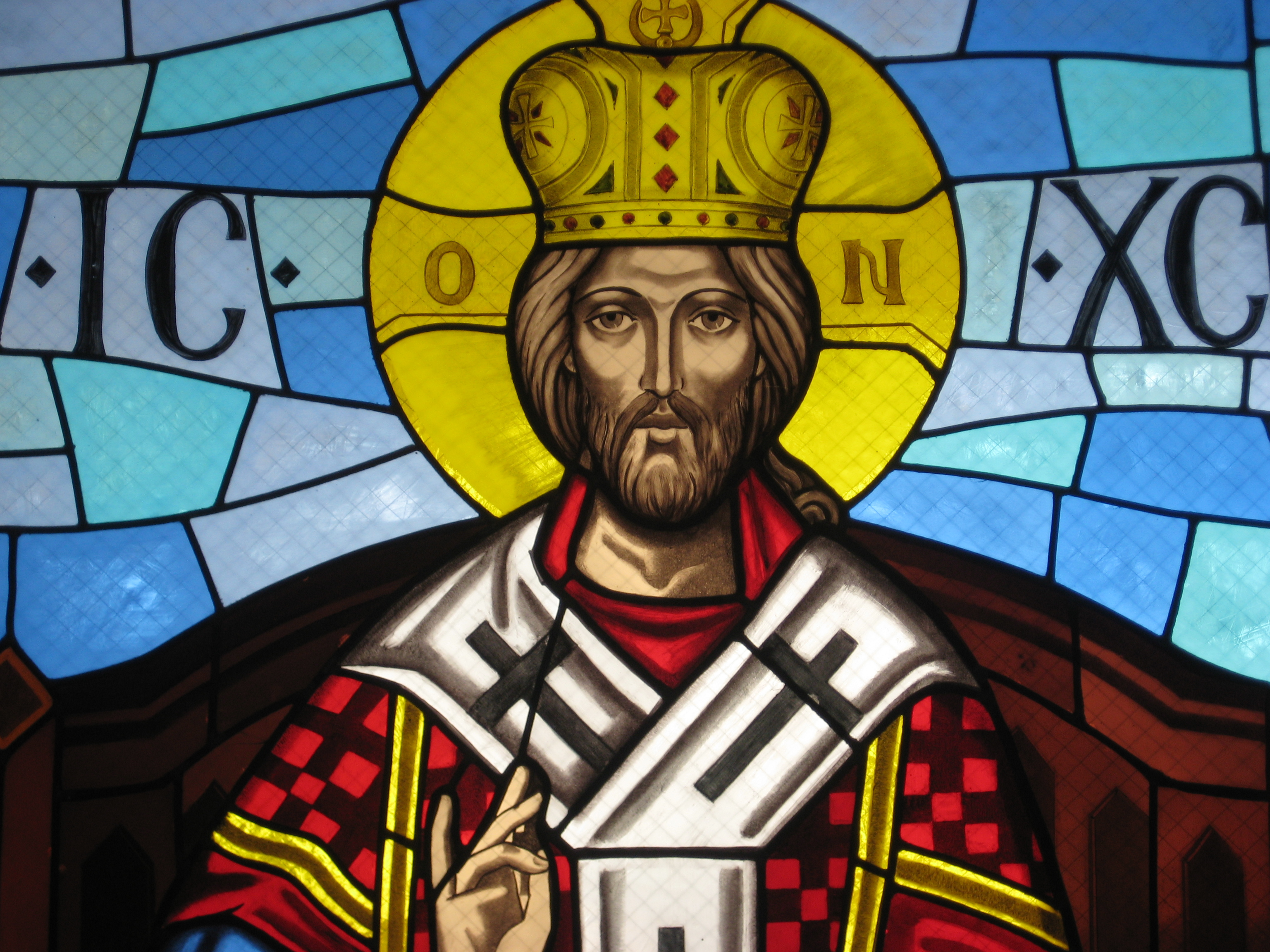
Vista de los Vitrales